# 星港街站
星港街站是苏州轨道交通3号线和5号线的换乘车站，目前该车站正在建设中，暂未开通。